# マリブ・アーバン・ジャム・ステーション
マリブ・アーバン・ジャム・ステーション（MARIVE URBAN JAM STATION）は、1992年4月から1996年3月まで、bayfmで毎週金曜日午前9時〜午後4時に生放送していた7時間ワイドプログラムのラジオ番組。メインパーソナリティは、松尾潔と高木理恵。

## 概要
千葉市幕張新都心ワールドビジネスガーデン内にある、当時はbayfmのサテライトスタジオとして稼動していた「スタジオマリブ」（現在は本社スタジオ）より放送。番組名に「マリブ」という名称が入っているのもその由縁である。

## 番組内容
- 毎週FAXテーマ（お題）を決め、それに関連したリスナーからのFAX投稿を読んだり、リクエスト曲をかけたりしていた。
- 放送開始当初は、bayfmの「ゾーニングプログラム」編成の一環で「7時間 all black music program」と銘打っており、エンディングには「企画・選曲：松尾潔」とクレジットが入っていた。放送される曲はブラックミュージックが多かったが、1995年頃から11時台に「Japanese Selection」が設けられるなど、J-POPやダンスミュージックも多くかかるようになった。
- 長丁場の番組ゆえ、松尾と高木が全編で出演するわけではなく、両名の休憩時間を考慮してか、単独進行パートや内包コーナーが設けられていた。1995年頃からは、途中12〜13時に、神崎まきと松尾潔の『Black Berry Jam』、または佐藤聖子と松尾の『Blue Berry Jam』というコーナー(隔週で交代)があり、高木理恵はこのコーナー中だけ番組からはずれた。11時台は、高木の単独のトークが多かった。
- 途中には天気予報のコーナー「高塚てつ彦のズバリ当てます」が設けられていた。基本的には、高塚てつ彦（気象予報士）により、通常の天気予報と、リスナーからリクエストのあった場所のピンポイント天気予報を行なった。そして、松尾・高木とフリートークを交えながら、気象に関係する雑学なども放送した。気象情報とは全く関係ない話題のフリートークに3人で脱線することも多々あったが、高塚の元テレビアナウンサーという経歴から、トークにその才能が垣間見られた。

## 番組エピソード
- この後、松尾のプロデュースでブレイクすることになる平井堅も、1995年12月上記の『Black Berry Jam』に、シングル横顔のプロモーションでゲスト出演している。松尾と平井の顔合わせやトークはこの場が初めてであったが、この際松尾は、デビュー前の平井堅のことを、レコーディングスタジオで一方的にだが見かけたと語った。

## 復活特番
- 2014年9月23日（秋分の日）にbayfmの開局25周年記念特番として『Marive Urban Jam Station 2014』、2015年10月12日（体育の日）に『Marive Urban Jam Station 2015』がそれぞれ放送された。

## 出演者
- 松尾潔（メインDJ）
- 高木理恵（メインDJ）
- 神崎まき（コーナーDJとして）
- 佐藤聖子（コーナーDJとして）
- 高塚てつ彦（気象予報士として）